# Stachytarpheta puberula
Stachytarpheta puberula là một loài thực vật có hoa trong họ Cỏ roi ngựa. Loài này được (Moldenke) S.Atkins mô tả khoa học đầu tiên năm 2005.